# 6.ª Região Militar
A 6.ª Região Militar (6.ª RM) é uma das doze regiões militares do Exército Brasileiro, sediada na cidade de Salvador, com jurisdição sobre os estados da Bahia e Sergipe. Além das atribuições de apoio, controla as forças combatentes na sua área. Seus comandantes já participaram tanto das disputas políticas estaduais quanto dos conflitos armados na região.

## Atuação histórica

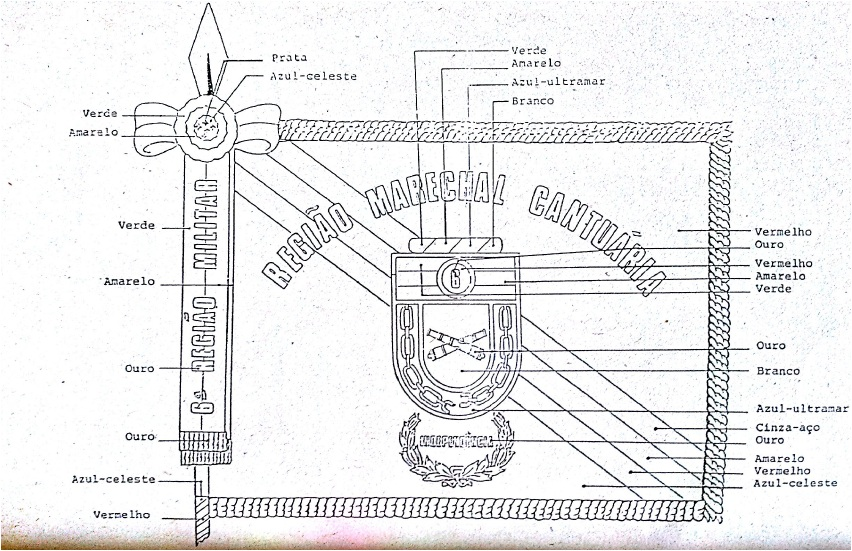
Estandarte histórico

Em 1896 a Força Pública da Bahia e a guarnição federal entraram em conflito com os seguidores de Antônio Conselheiro em Canudos. As três primeiras expedições foram derrotadas. O governador Luís Viana e o general Frederico Sólon de Sampaio Ribeiro, comandante do 3º Distrito Militar, discordavam um do outro sobre a condução da guerra. O governador temia a intervenção federal e conseguiu o afastamento do general.
Em 1912 o general Sotero de Menezes, inspetor da 7.ª Região, favoreceu José Joaquim Seabra na disputa política baiana e foi um dos principais atores na intervenção federal no estado. O clima entre o Exército e a Força Pública era tenso em Salvador. Para obrigar o governador interino Aurélio Rodrigues Viana, inimigo dos seabristas, a acatar uma decisão de um juiz federal, o general Menezes ordenou o bombardeio à cidade, danificando edifícios e matando civis. Morreram também soldados do Exército e da Força Pública no confronto.
Na Segunda Guerra Mundial a defesa do litoral foi importante, atraindo unidades novas ou trazidas de outras regiões, muitas das quais foram desativadas ou transferidas de volta após a guerra. Surgiu o 18º Regimento de Infantaria e a artilharia de costa defendeu a Baía de Todos os Santos. O rio São Francisco foi usado para algumas das transferências militares ao Nordeste, evitando os riscos da rota marítima. As maiores contribuições à defesa de Salvador foram feitas pela Marinha. As Forças Armadas dos Estados Unidos também tiveram uma pequena presença na cidade.
No golpe de Estado de 1964 o comandante, general Manoel Pereira, aderiu prontamente junto com seu superior Joaquim Justino Alves Bastos. As resistências foram evitadas. Seixas Dória, governador do Sergipe, foi deposto pelo Exército. O general Justino ordenou um movimento para o sul da Bahia, para um possível avanço na direção do Rio de Janeiro ou Brasília, o que acabou não sendo necessário. O comandante da região coordenou a repressão política no interior baiano.

## Organização
O comando foi conhecido ao longo do tempo como o Comando das Armas da Província da Bahia, de 1821, Comando das Armas da Bahia, de 1830, 3º Distrito Militar, de 1891, e, como região militar, a 7.ª, em 1908, 3.ª, em 1915, 5.ª, de 1919, e 6.ª, de 1923. Sua área de jurisdição sempre incluiu a Bahia, chegando a abranger Alagoas e o Espírito Santo em algumas das reorganizações. Como região militar, sua função é de apoio logístico e organizacional, mas ela e a 10.ª, sediada no Ceará, também comandam forças combatentes, possuindo alguns batalhões de infantaria. Elas podem atuar à retaguarda do Comando Militar do Nordeste, cujas principais forças combatentes são as brigadas em Pernambuco e no Rio Grande do Norte. O programa Força Terrestre 90 previa a criação de uma 19.ª brigada de infantaria motorizada na Bahia, o que não ocorreu.
| Organizações subordinadas | Organizações subordinadas                  | Organizações subordinadas | Organizações subordinadas | Organizações subordinadas |
| Distintivo de Bolso       | Organização militar                        | Designação militar        | Sede                      | Estado                    |
| ------------------------- | ------------------------------------------ | ------------------------- | ------------------------- | ------------------------- |
|                           | Companhia de Comando da 6.ª Região Militar | Cia C/6ª R M              | Salvador                  | Bahia                     |
|                           | 6º Batalhão de Polícia do Exército         | 6º BPE                    | Salvador                  | Bahia                     |
|                           | 19º Batalhão de Caçadores                  | 19º B C                   | Salvador                  | Bahia                     |
|                           | 28º Batalhão de Caçadores                  | 28º B C                   | Aracaju                   | Sergipe                   |
|                           | 35º Batalhão de Infantaria                 | 35º B I                   | Feira de Santana          | Bahia                     |
|                           | Centro Marechal Cantuária                  | C M C                     | Salvador                  | Bahia                     |

| Organizações vinculadas                                                           | Organizações vinculadas | Organizações vinculadas | Organizações vinculadas |
| Organização militar                                                               | Designação militar      | Sede                    | Estado                  |
| --------------------------------------------------------------------------------- | ----------------------- | ----------------------- | ----------------------- |
| 4º Batalhão de Engenharia de Construção                                           | 4º BEC                  | Barreiras               | Bahia                   |
| 51º Centro de Telemática                                                          | 51º CT                  | Salvador                | Bahia                   |
| Escola de Saúde e Formação Complementar do Exército / Colégio Militar de Salvador | ESFCEx/ CMS             | Salvador                | Bahia                   |
| 6ª Centro de Gestão, Contabilidade e Finanças do Exército                         | 6º CGCFEx               | Salvador                | Bahia                   |

| Tiros de Guerra                      | Tiros de Guerra    | Tiros de Guerra        | Tiros de Guerra |
| Organização militar                  | Designação militar | Sede                   | Estado          |
| ------------------------------------ | ------------------ | ---------------------- | --------------- |
| TG 06 - 001 - Alagoinhas             | TG 06 - 001        | Alagoinhas             | Bahia           |
| TG 06 - 002 - Cachoeira              | TG 06-002          | Cachoeira              | Bahia           |
| TG 06 - 003 - Santo Antônio de Jesus | TG 06 - 003        | Santo Antônio de Jesus | Bahia           |
| TG 06 - 004 - Cruz das Almas         | TG 06 - 004        | Cruz das Almas         | Bahia           |
| TG 06 - 005 - Valença                | TG 06 - 005        | Valença                | Bahia           |
| TG 06 - 006 - Vitória da Conquista   | TG 06 - 006        | Vitória da Conquista   | Bahia           |
| TG 06 - 007 - Itabuna                | TG 06 - 007        | Itabuna                | Bahia           |
| TG 06 - 008 - Jacobina               | TG 06 - 008        | Jacobina               | Bahia           |
| TG 06 - 009 - Jequié                 | TG 06 - 009        | Jequié                 | Bahia           |
| TG 06 - 011 - Poções                 | TG 06 - 011        | Poções                 | Bahia           |
| TG 06 - 013 - Estância               | TG 06 - 013        | Estância               | Sergipe         |
| TG 06 - 014 - Serrinha               | TG 06 - 014        | Serrinha               | Bahia           |
| TG 06 - 015 - Lagarto                | TG 06 - 015        | Lagarto                | Sergipe         |
| TG 06 - 019 - Muritiba               | TG 06 - 019        | Muritiba               | Bahia           |
| TG 06 - 020 - Nazaré                 | TG 06 - 020        | Nazaré (Bahia)         | Bahia           |
| TG 06 - 023 - Itapetinga             | TG 06 - 023        | Itapetinga             | Bahia           |
| TG 06 - 024 - Brumado                | TG 06 - 024        | Brumado                | Bahia           |
| TG 06 - 025 - Itamaraju              | TG 06 - 025        | Itamaraju              | Bahia           |
| TG 06 - 026 - Camaçari               | TG 06 - 026        | Camaçari               | Bahia           |
| TG 06 - 027 - Irecê                  | TG 06 - 027        | Irecê                  | Bahia           |
| TG 06 - 030 - Macarani               | TG 06 - 030        | Macarani               | Bahia           |